# Val di Noto
Val di Noto ou Vallo di Noto foi uma circunscrição administrativa da Sicília competente pela justiça, pelo erário e e ocasionalmente também pelas milícias do Reino da Sicília do período normando até sua dissolução em 1812. Nel 2002 alcune delle città che furono comprese dal Vallo sono state riconosciute Patrimonio dell'umanità.
Geograficamente, o Val di Noto é dominado pelos montes Ibleos, região rica em calcário.

## Val di Noto nas artes

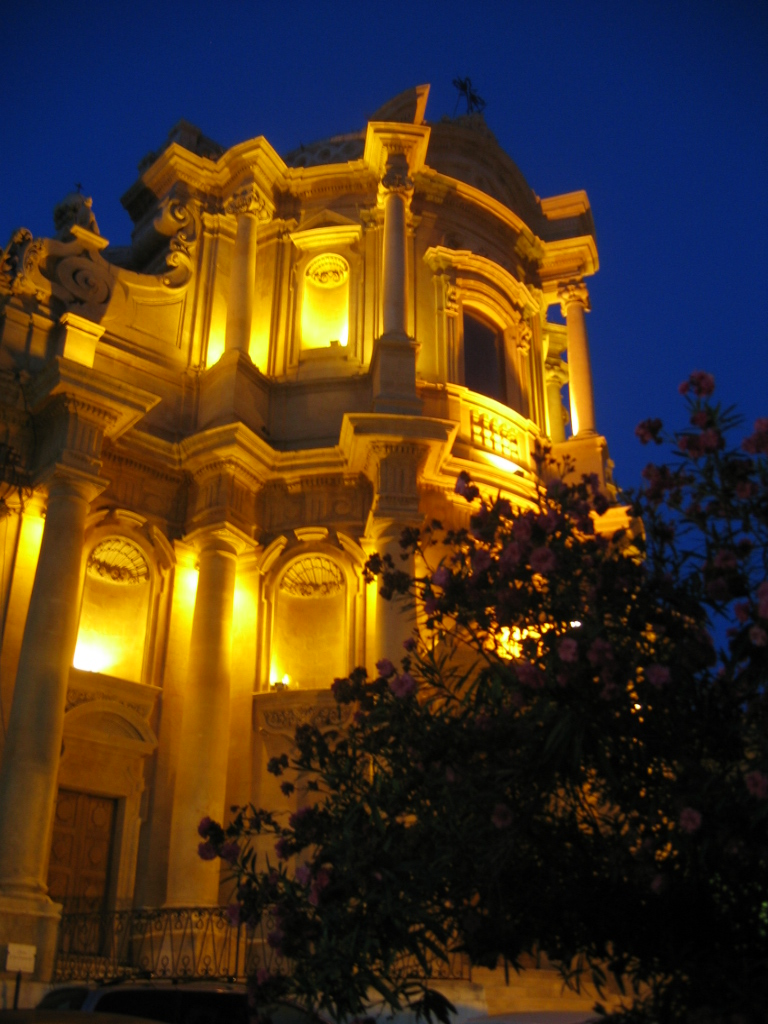
Igreja de San Domenico

O Val di Noto deve a sua fama à reconstrução submetida após o ano de 1693, quando toda a área foi destruída por um grande terremoto. Após o terremoto, muitas cidades foram reconstruídas em locais totalmente novos, como Noto e Grammichele. Os governantes, reis da Espanha, proveram ao nobre Giuseppe Lanza poderes especiais, o que o permitiu redesenhar as cidades com base em planos cenográficos e racionais.
De fato, desde o começo da Renascença, os arquitetos sonhavam em construir uma cidade inteiramente nova, onde os planos seguiriam um design racional e as ruas e construções seriam organizadas por funcionalidade e beleza. Entretanto, somente parte dos projetos foram realmente usados, e muitos foram limitados a reorganização de ruas como a Strada Nuova em Florença ou o redesenho de cidades pequenas, como Pienza.
O terremoto deu aos arquitetos a chance de executar estes planos em larga escala. Estas cidades novas foram redesenhadas de acordo com planos da Renascença e do Barroco, com ruas cruzando outras em ângulos agudos ou começando de locais urbanos maiores como praças com padrões radiais. Prédios maiores como igrejas, mosteiros e palácios foram construídos a fim de dar às ruas um ponto focal e uma perspectiva majestosa.
Muitas destas cidades tinham um formato distinto, como Grammichele que foi baseado em um hexágono cujo centro é a praça central, contando com locais de comércio e com a prefeitura.
Outro recurso é a estrutura homogênea destas cidades, com o estilo barroco tardio desenvolvido na Sicília foi extensamente usado na reconstrução.
As cidades da região foram reconstruídas no que foi chamado de estilo Barroco Siciliano; mais notável pela cidade de Noto, que éuma atração turística graças a sua arquitetura Barroca.

## UNESCO
Em junho de 2002 a UNESCO inscreveu oito cidades antigas do Val di Noto como Patrimônio Mundial como "representação do ponto culminante e do florescimento final do Barroco na Europa". Estas cidades são: Caltagirone, Militello in Val di Catania, Catania, Modica, Noto, Palazzolo Acreide, Ragusa, e Scicli.